# Nazifascismo

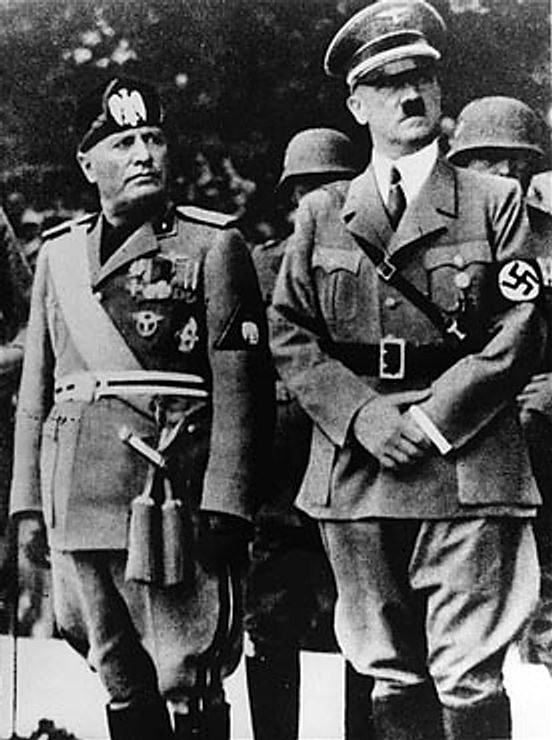
Benito Mussolini ed Adolf Hitler nel gennaio 1937

Nazifascismo, o nazi-fascismo, è un termine che descrive unitariamente il nazismo e il fascismo in riferimento all'occupazione tedesca e al collaborazionismo repubblicano durante la guerra di liberazione italiana. Talvolta è usato per descrivere latamente l'alleanza tra la Germania di Adolf Hitler e l'Italia di Benito Mussolini, nonostante tale utilizzo sia in parte anacronistico, poiché il concetto di nazifascismo venne coniato solo dopo l'8 settembre 1943, quando il fascismo fu subordinato al nazismo.
Il fascismo italiano nacque nel 1919 col nome di Fasci di combattimento, per poi diffondersi e consolidarsi al potere agli inizi degli anni venti in Italia, a causa della ingovernabilità che i simpatizzanti della Rivoluzione d'ottobre provocavano non solo in Italia, ma in tutta l'Europa e persino negli USA (settimane rosse). Il nazifascismo tedesco, noto anche come nazismo ed emulo delle recenti dittature impostesi in Europa, nacque in Germania nel 1920, ma vi si diffuse solo nel decennio successivo, giungendo al potere nel 1933. I due fondatori ideologici, che hanno poi governato i rispettivi Paesi, furono Benito Mussolini per il fascismo ed Adolf Hitler per il nazismo. A seguito dell'armistizio di Cassibile e dell'operazione Achse nel 1943, l'Italia centro-settentrionale fu invasa dai tedeschi su ordine di Hitler che, nei territori occupati, mise a capo proprio il Mussolini decaduto il 25 luglio 1943 ed arrestato. Lo convinse a costituire la Repubblica Sociale Italiana, riproposizione del regime di Vichy, e Stato fantoccio dei nazisti. Dopo l'8 settembre 1943 ebbe inizio la guerra di liberazione italiana, che portò alla sconfitta del nazifascismo nel 1945.
Il concetto è stato largamente utilizzato, soprattutto da parte delle forze politiche della Resistenza italiana e dagli ambienti culturali che ad essa si riallacciano. La sua validità come categoria storica è tuttavia contestata da una corrente storiografica risalente a Renzo De Felice, che la ritiene "un’invenzione da tempo di guerra, inventata dagli americani come strumento di propaganda e legittimata poi dai partigiani".

## Connotazioni comuni e origine del termine
Se il fascismo poté iniziare a realizzarsi compiutamente solo dopo la presa del potere da parte di Mussolini e del PNF nel 1922, il nazismo dovette attendere il 1933 ed il conferimento del cancellierato ad Hitler per arrivare al potere. Sulla scia del fascismo italiano e/o del nazismo tedesco, sorsero in tutte le nazioni europee movimenti e regimi che, sotto varie forme e in vario modo, si ispirarono ad essi. Pur essendo questo termine contestato da più parti, esso trova tuttora un ampio e consolidato utilizzo, soprattutto sotto il profilo storico-politico e mediatico. Infatti, sia il fascismo sia il nazionalsocialismo ed i regimi cui dettero vita presentano alcune importanti connotazioni comuni:
- la forma dittatoriale di governo, seppure nel caso del fascismo vigesse un totalitarismo imperfetto;
- la concezione totalitaria dello Stato, molto più accentuata nel nazismo che nel fascismo;
- il rigetto sia del marxismo sia del liberal-capitalismo, unitamente ai regimi che si rifacevano a tali ideologie;
- l'esaltazione dell'identità nazionale;
- il tentativo di realizzare un avanzato Stato sociale;
- la ricerca dell'indipendenza economica dalle cosiddette demoplutocrazie;
- la collaborazione di classe (interclassismo) in antitesi con la lotta di classe;
- una concezione spirituale della vita in contrasto con quella materialista;
- la ricerca di uno spazio vitale per il proprio popolo a spese di entità statuali generate da precedenti smembramenti degli Stati italiano e tedesco (la Venezia Giulia nel caso italiano, il porto di Danzica nel caso tedesco).

A causa di ciò si parla di nazifascismo, che include queste similarità e che indica l'unione sul piano ideologico e politico del fascismo italiano e del nazismo tedesco.

## Fascismo
Il fascismo diede vita a un tipo di Stato definito a seconda degli storici o totalitario o totalitarismo imperfetto che caratterizzò l'Italia dal 1925 fino al 1945. L'avvento al potere avvenne infatti nel 1922, anche se il fascismo assunse caratteristiche propriamente dittatoriali solo nel 1925 con la promulgazione delle cosiddette leggi fascistissime e si concluse definitivamente solo nel 1945 con la caduta della Repubblica Sociale Italiana.
L'Italia fascista mantenne l'istituto monarchico con un rispetto formale delle prerogative della casa reale ed un'esautorazione di fatto della stessa e del Parlamento. Nella realtà il potere venne infatti detenuto in massima parte da Benito Mussolini e su suo mandato da un ristretto numero di gerarchi. Il Duce, come veniva chiamato il fondatore del fascismo, si fece promotore di una politica estera imperialista che portò l'Italia alla conquista dell'Etiopia e dell'Albania e successivamente alla seconda guerra mondiale.
In politica interna si ebbe una graduale affermazione dell'autarchia, del corporativismo e del sindacalismo nazionale. Questi e più in generale la politica economica fascista avevano l'obiettivo di eliminare i conflitti e la lotta di classe in ottica di collaborazione interclassista, realizzando tra le varie categorie produttrici le sinergie necessarie a uno sviluppo organico dell'economia.

## Nazionalsocialismo
Il nazionalsocialismo, o nazismo, sorse nella prima metà degli anni venti e raggiunse il potere in Germania grazie alla figura di Adolf Hitler, suo fondatore e capo carismatico, il quale, con il suo Partito Nazionalsocialista Tedesco dei Lavoratori, governò il popolo tedesco dal 1933 al 1945 fino alla conclusione della seconda guerra mondiale in Europa.
Il totalitarismo nazionalsocialista si ispirò al fascismo per poi esercitare a sua volta (a partire dal 1938 circa) una notevole influenza sul regime mussoliniano, soprattutto in riferimento a temi afferenti alle legislazioni razziali ed all'antisemitismo.
Il nazionalsocialismo fu caratterizzato da una politica estera particolarmente aggressiva ed espansionista che dopo i successi iniziali (la conquista di Francia, Paesi Bassi, Balcani e tutta l'Europa centrale e orientale) ebbe come epilogo la distruzione e lo smembramento della Germania al termine della seconda guerra mondiale. In politica interna il regime fu caratterizzato da un appoggio prestato al grande capitale che a sua volta aveva finanziato l'ascesa di Hitler al potere.
La politica economica del regime fu caratterizzata da soluzioni improntate su forti investimenti nelle infrastrutture pubbliche (la costruzione dell'Autobahn) e del Reinhardt Program, nazionalizzazione dei grandi complessi bancari e finanziari, introduzione di una moneta parallela (Metallurgische Forschungsgesellschaft) al marco basata sulle ore di lavoro realizzate e non sulle riserve d'oro e forti finanziamenti per l'abbattimento della disoccupazione (sei milioni di disoccupati nel 1933 vennero azzerati nel 1938).
Sia in Germania sia nelle zone conquistate vennero introdotte politiche basate sul razzismo biologico nei confronti di popoli considerati inferiori e/o inassimilabili (come ebrei e zingari) e di fasce sociali ben definite considerate dal nazismo dannose (come omosessuali e affetti da malattie mentali).

## Fascismo, nazionalsocialismo e nazifascismo
Fino alla vigilia della seconda guerra mondiale (1937–1938 circa), almeno in patria, il fascismo italiano aveva dato vita ad un tipo di regime più tollerante di quello nazista in Germania sia nei confronti delle minoranze etniche e religiose sia verso i propri avversari politici, generalmente sottoposti a sorveglianza o inviati al confino e solo nei casi più gravi incarcerati o fatti assassinare. Nel Corno d'Africa (futura Africa Orientale Italiana) e precedentemente in Libia vennero invece commessi numerosi crimini di guerra con uso diffuso di aggressivi chimici sui civili a partire dal 1928, nonché istituzione di campi di concentramento in cui morirono molti libici a causa delle tremende condizioni di vita.
A partire dalla seconda metà degli anni trenta ed ancora più a partire dagli inizi del decennio successivo - con l'entrata dell'Italia in guerra (1940) e la costituzione della Repubblica Sociale Italiana (1943) - le atrocità commesse nei territori occupati, in particolare nei Balcani, un antisemitismo particolarmente virulento, la partecipazione attiva insieme all'alleato germanico ad azioni di efferata crudeltà e la stessa conclamata amicizia tra Mussolini e Hitler finirono con l'accomunare sempre più le due dittature anche nell'immaginario collettivo, giustificando in tal modo la nascita e la diffusione del termine stesso di nazifascismo.